# Seznam skladatelů vážné hudby, M
Seznam skladatelů vážné hudby podle abecedy:
A – B –
C – Č –
D – E – 
F – G –
H – Ch –
I – J –
K – L –
M – N –
O – P –
Q – R –
Ř – S –
Š – T –
U – V –
W – X –
Y – Z –
Ž

## Ma
- Si Cong Ma (1912–1987)
- Armas Maasalo (1885–1960)
- Teodulo Mabellini (1817–1897)
- Karel Macan (1858–1925)
- Allan Macbeth (1859–1910)
- David Macbride (1951)
- Giacomo Maccari (1700–1744)
- Giovanni Battista Maccioni (?–1678)
- Hamich MacCun (1868–1916)
- Andrew Paul MacDonald (1958)
- Edward MacDowell (1860–1908)
- Sir George Macfarren (1813–1887)
- Theo Mackeben (1897–1953)
- Alexander Campbell Mackenzie (1847–1935)
- John Mackey (1973)
- Steven Mackey (1956)
- Alick Maclean (1872–1936)
- James MacMilan (1959)
- Ernest MacMillan (1893–1973)
- Elizabeth Maconchy (1907–1994)
- Jiří Macourek (1815–1863)
- Karel Macourek (1923–1992)
- Giovanni de Macque (1548–1614)
- Rudolf Macudzinski (1907–1986)
- Ivan Madarasz (1949)
- Bruno Maderna (1920–1973)
- Leevi Madetoja (1887–1947)
- Vojta Mádlo (1872–1951)
- Jan Maegaard (1926)
- Jef Maes (1905–1996)
- Filipe de Magalhaes (1571–1652)
- Quinto Maganini (1897–1974)
- Pierre du Mage (1676–1751)
- Robert Maggio (1964)
- Aurelio Antonio Maggioni (1908–1985)
- Francesco Maggiore (1715–1782)
- Ester Mägi (1922)
- Frederik Magle (1977)
- Albéric Magnard (1865–1914)
- Michel Magne (1930–1984)
- Paolo Magni (1650–1737)
- Muslim Magomajev (1885–1937)
- Giuseppe Magri (1875–1947)
- Antoine Mahaut (1719–1785)
- Ernst Mahle (1929)
- Gustav Mahler (1860–1911)
- Alma Maria Mahler-Werfel (1879–1964)
- Alfred Mahovsky (1907–1932)
- František Jiří Mach (1869–1952)
- František Josef Mach (1837–1914)
- Stanislav Mach (1906–1975)
- Jaroslav Mácha (1873–1963)
- Otmar Mácha (1922–2006)
- Peter Machajdík (1961)
- Augusto Machado (1845–1924)
- Manuel Machado (1590–1646)
- Marianella Machado (1959)
- Guillaume de Machaut (1300–1377)
- Aleksej Davidovič Machavariani (1913–1995)
- Francois-Bernard Mache (1935)
- Miloslav Machek (1923–1999)
- Josef Machoň (1880–1962)
- Tod Machover (1953)
- Georgi Maiboroda (1913–1992)
- Aime Louis Maillart (1817–1871)
- Martin Mailman (1932–2000)
- Giorgio Mainerio (1535–1582)
- Giovan Tomaso di Maio (1490–1548)
- Vincenc Maixner (1888–1946)
- Boris Maizel (1907–1986)
- Gian Francesco Majo (1732–1770)
- Giuseppe Majo (1697–1771)
- Gyula Major (1858–1925)
- Nina Makarova (1908–1976)
- Kirill Makedonski (1925–1984)
- Rikhard Mäkinen (1875–1944)
- Yutaka Makino (1930)
- Andreas Makris (1930–2005)
- Petr Malásek (1964)
- Leonid Dimitrijevič Malaškin (1842–1902)
- Jan Malát (1843–1915)
- Joaquin Malats (1872–1912)
- Artur Malawski (1904–1957)
- Pierre van Maldere (1729–1768)
- Ivo Malec (1925)
- Miklós Malek (1945)
- Jan Málek (1938)
- Paul de Malengreau (1887–1956)
- Giuseppe Malfiggiani (1828–1893)
- Edmond Paul Henri Malherbe (1870–1963)
- Francesco Malipiero (1824–1887)
- Gian Francesco Malipiero (1882–1973)
- Riccardo Malipiero (1914–2003)
- Jorgen Malling (1836–1905)
- Otto Malling (1848–1915)
- Ake Malmfors (1918–1951)
- Nicos Mamangakis (1929)
- Michio Mamiya (1929)
- Ursula Mamlok (1928)
- Roderik de Man (1941)
- Gizella Mana-Zucca (1887–1981)
- Tiziano Manca (1970)
- Luigi Mancia (1665–1708)
- Luigi Mancinelli (1848–1921)
- Curzio Mancini (1553–1611)
- Francesco Mancini (1672–1737)
- Giambattista Mancini (1714–1800)
- Henry Mancini (1924–1994)
- Thomas Mancinus (1550–1611)
- Giovanni Mancuso (1970)
- Eric Mandat (1957)
- Rudolf Maria Mandé (1904–1964)
- Joel Mandelbaum (1932)
- Josip Mandič (1883–1959)
- Richard Mandl (1859–1918)
- Francesco Manelli (1594–1667)
- Juan Manén (1883–1971)
- Francesco Onofrio Manfredini (1684–1762)
- Vincenzo Manfredini (1737–1799)
- Jeff Mangels (1969)
- Carl Amand Mangold (1813–1889)
- Wilhelm Mangold (1796–1875)
- Pierre de Manchicourt (1510–1564)
- Leslie Mann (1923–1977)
- Cristoforo Manna (1704–?)
- Genaro Manna (1715–1778)
- Daan Manneke (1939)
- Franco Mannino (1924–2005)
- Philippe Manoury (1952)
- Manuel Manrique de Lara (1863–1929)
- Kurt Manschinger (1902–1968)
- Tigran Mansurian (1939)
- Bruno Mantovani (1974)
- Jacquet of Mantua (1483–1559)
- Jaakko Mantyjarvi (1963)
- Nikolaos Halikiopoulos Mantzaros (1795–1873)
- Marcelle de Manziarly (1899–1898)
- Giuseppe Manzino (1929–1992)
- Giacomo Manzoni (1932)
- Ignác František Mára (1709–1783)
- Marin Marais (1656–1728)
- Marco Marazzoli (1602–1662)
- John Marbecke (1505–1585)
- Marcabru (1129–1150)
- Alessandro Marcello (1669–1747)
- Alessandro Marcello (1684–1750)
- Benedetto Marcello (1686–1739)
- Alfredo Marceneiro (1891–1982)
- Tomas Marco (1942)
- Adamo Marcori (1763–1808)
- Kjell Marcussen (1952)
- Maxmillian Mareček (1821–1897)
- Henri Maréchal (1842–1924)
- Josef Marek (1948)
- Martin Marek (1956)
- Václav Marel (1904–1964)
- Giovanni Battista Marella (1730–1800)
- Romualdo Marenco (1841–1907)
- Luca Marenzio (1553–1599)
- Luigi Marescalchi (1745–1805)
- André-Francois Marescotti (1902–1995)
- Franco Margola (1908–1992)
- Bob Margolis (1949)
- Pedro Miguel Margués y Garcia (1843–1918)
- Anti Marguste (1931)
- Eduard Marhula (1877–1925)
- Jean-Noel Marchand (1666–1710)
- Louis Marchand (1669–1732)
- John Marchant (1588–1611)
- Filippo Marchetti (1831–1902)
- Giovanni Maria Marchi (?–1740)
- Pietro Marchitelli (1643–1729)
- Angelo Mariani (1821–1873)
- Giovanni Lorenzo Mariani (1722–1793)
- Jose Marin (1619–1699)
- Gaetano Marinelli (1754–1820)
- Biagio Marini (1594–1663)
- Gino Marinuzzi (1920–1996)
- Antoine Mariotte (1875–1944)
- Igor Markevitch (1912–1983)
- Yannis Markopoulos (1939)
- Albert Márkos (1914–1981)
- Marco Aurelio Marliani (1805–1849)
- Friedrich Wilhelm Marlkull (1816–1887)
- Anna Marly (1917 – 2006)
- Miklos Maros (1943)
- Rudolf Maros (1917–1982)
- Friedrich Wilhelm Marpurg (1718–1795)
- Arturo Marquez (1950)
- John Marsh (1752–1828)
- Stephan Hale Alonzo Marsh (1805–1888)
- Christopher Marshall (1956)
- Ingram Marshall (1942)
- George Marshall-Hall (1852–1915)
- Maxmillian Marschalk (1863–1940)
- Adolf Eduard Marschner (1810–1853)
- Heinrich August Marschner (1795–1861)
- Armand Marsick (1877–1959)
- George Marson (1573–1632)
- Emanuel Maršík (1875–1935)
- Henri Marteau (1874–1934)
- Carlo Martelli (1935)
- Henri Martelli (1895–1980)
- Niels Marthinsen (1963)
- Easthope Martin (1875–1925)
- Francois Martin (1727–1757)
- Frank Martin (1890–1974)
- Jorge Martin (1959)
- Philip Martin (1947)
- Antonio Martín y Coll (1600–1749)
- Vicente Martin y Soler (1754–1806)
- Algirdas Martinaitis (1950)
- Josef Martínek (1888–1962)
- Antonio Francesco Martinenghi (16??–17??)
- Manuel Martinez-Sobral (1879–1946)
- Giovanni Battista Martini (1706–1784)
- Giovanni Marco Martini (1650–1730)
- Jean Paul Egide Martini (1741–1816)
- Donald Martino (1931–2005)
- Jean Martinon (1910–1976)
- Maria de Lourdes Martins (1926)
- Rolf Martinsson (1956)
- Bohuslav Martinů (1890–1959)
- Salvatore Martirano (1927–1995)
- Steve Martland (1959)
- Tauno Marttinen (1912)
- Giuseppe Martucci (1856–1909)
- Geirges-Eugéne Marty (1860–1908)
- Enrico Marucelli (1877–1907)
- Adilf Bernhard Marx (1795–1866)
- Joseph Marx (1882–1964)
- Ediuard Marxsen (1806–1887)
- Edward Maryon (1867–1854)
- Kryštof Mařatka (1972)
- Guido Masanetz (1914-2015)
- Pietro Mascagni (1863–1945)
- Enzo Masetti (1893–1961)
- Toshio Mashima (1949)
- Florentio Maschera (1540–1584)
- Angelo Mascheroni (1855–1905)
- Edoardo Mascheroni (1852–1941)
- David Maslanka (1943)
- Jindřich Máslo (1875–1964)
- Daniel Gregory Mason (1873–1953)
- Charles Norman Mason (1955)
- John Mason (1480–1548)
- Lowell Mason (1792–1872)
- William Mason (1829–1908)
- Juan Bautista Massa (1885–1935)
- Nicolo Massa (1854–1894)
- Antonio Massana (1890–1966)
- Renzo Massarani (1898–1975)
- Victor Massé (1822–1884)
- Jules Massenet (1842–1912)
- Domenico Massenzio (?–1650)
- Enzo Masseti (1893–1961)
- Antonio Massini (1639–1678)
- Giovanni Battista Mastini (1700–1771)
- Kikuko Masumoto (1937)
- Stanislav Mašata (1903–1948)
- Albín Mašek (1804–1878)
- Kašpar Mašek (1794–1873)
- Pavel Lambert Mašek (1761–1826)
- Vincenc Mašek (1755–1831)
- Jaroslav Maštalíř (1906–1988)
- Josef Matěj (1922–1992)
- Václav Tomáš Matějka (1773–1830)
- Bohumil Matějů (1888–1910)
- Zbyněk Matějů (1958)
- Bruce Mather (1939)
- William Mathias (1934–1992)
- André-Francois Mathieu (1929–1968)
- Emile Mathieu (1844–1932)
- Michel-Julien Mathieu (1740–1777)
- Jean-Baptiste Matho (1660–1746)
- Lukáš Matoušek (1943)
- Vlastislav Matoušek (1948)
- Gábor Mátray (1797–1875)
- Orjan Matre (1979)
- Yoritsune Matsudaira (1907–2001)
- Isao Matsushita (1950)
- Shin'ichi Matsushita (1922–1990)
- Albert Edward Matt (1864–1941)
- Tito Mattei (1841–1914)
- Nicola Matteis (1640–1713)
- Nicola Matteis (1670–1737)
- Johann Mattheson (1681–1764)
- Colin Matthews (1946)
- David Matthews (1943)
- Gottfred Matthison-Hansen (1832–1909)
- Hans Matthison-Hansen (1807–1890)
- Siegfried Matthus (1934)
- Andrea Mattioli (1620–1679)
- Eduardo Maturana (1920–2003)
- Bernadetta Matuszczak (1933)
- Janko Matuška (1897–1959)
- Jiří Matys (1927)
- Erhard Mauersberger (1903–1982)
- Rudolf Mauersberger (1889–1971)
- Wilhelm Mauke (1867–1930)
- Michael Mauldin (1947)
- John Henry Maunder (1858–1920)
- Ludwig Wilhelm Maurer (1789–1878)
- Alphons Maurice (1862–1905)
- Pierre Maurice (1868–1936)
- Tommaso de Mauro (16??–17??)
- Matthias Maute (1963)
- David Maves (1937)
- Nicholas Maw (1935–2009)
- Colin Mawby (1936)
- Jan Nepomuk Vojtěch Maxant (1755–1838)
- Richard Maxfield (1927–1969)
- Peter Maxwell Davies (1934)
- Frederick May (1911–1985)
- Joseph Anton Mayer (1855–1936)
- Wilhelm Mayer (1831–1898)
- William Mayer (1925)
- Billy Joseph Mayerl (1902–1959)
- John Maynard (1577–1614)
- Ascanio Mayone (1565–1627)
- Lincoln Mayorga (1937)
- Rupert Ignaz Mayr (1646–1712)
- Simon Mayr (1763–1845)
- Jan Nepomuk Maýr (1818–1888)
- Walter Mays (1941)
- Joseph Mayseder (1789–1863)
- Maysheut (1365–1389)
- Toshiro Mayuzumi (1929–1997)
- Alberik Mazák (1609–1661)
- Jacques-Féréol Mazan (1782–1849)
- Ron Mazurek (1943–2007)
- Giuseppe Mazza (1806–1885)
- Giovanni Battista Mazzaferrata (?–1691)
- Prospero Mazzi (1674–1689)
- Joseph Mazzinghi (1765–1844)
- Domenico Mazzocchi (1592–1665)
- Virgilio Mazzocchi (1597–1646)
- Antonio Mazzolani (1819–1900)
- Antonio Mazzoni (1717–1785)
- Alberto Mazzucato (1813–1877)

## Mc–Me
- Hugh McAmis (1899–1942)
- John McCabe (1939)
- Daniel McCarthy (1955)
- William McCauley (1917–1999)
- William McCoy (1848–1926)
- Vincent McDermott (1933)
- Harl McDonald (1899–1955)
- Ian McDougall (1938)
- Cecilia McDowall (1951)
- John Blackwood McEwen (1868–1948)
- George Frederick McKay (1899–1970)
- Jennifer McLeod (1941)
- John McLeod (1934)
- Lansing McLoskey (1964)
- Michael McNabb (1952)
- Stephen McNeff (1951)
- Ben McPeek (1934–1981)
- Colin McPhee (1900–1964)
- Gordon McPherson (1965)
- Cindy McTee (1953)
- Richard Meale (1932)
- Ivo Medek (1956)
- Tilo Medek (1940–2006)
- Johann Valentin Meder (1649–1719)
- Johann Mederitsch (1752–1835)
- Janis Medins (1890–1966)
- Jazeps Medins (1877–1947)
- Nikolaj Karlovič Medtner (1880–1951)
- Kenneth Meek (1908–1976)
- Joseph-Henri Mees (1777–1858)
- Louis de Meester (1904–1987)
- Etienne-Nicolas Méhul (1763–1817)
- Kirke Mechem (1925)
- Leopold Eugen Měchura (1804–1870)
- Johan de Meij (1953)
- Chiel Meijering (1954)
- Jacob Meiland (1542–1577)
- Frederic Meinders (1946)
- Jan Meisl (1974)
- Johann Friedrich Meister (1655–1697)
- Julij Sergejevič Mejtus (1903–1997)
- Joyce Mekeel (1931–1997)
- Alessandro Melani (1639–1703)
- Jacopo Melani (1623–1676)
- Erkki Melartin (1875–1937)
- Henryk Melcer (1869–1928)
- Giovanni Battista Mele (1701–1752)
- Diogo Dias Melgaz (1638–1700)
- Pietro Paolo Melii (1579–1623)
- László Melis (1953)
- Wilfrid Mellers (1914–2008)
- Pietro Paolo Melli (1575–1620)
- Arne Mellnäs (1933)
- Harold Meltzer (1966)
- Alfred Mendelssohn (1910–1966)
- Arnold Mendelssohn (1855–1933)
- Fanny Mendelssohn (1805–1847)
- Felix Mendelssohn-Bartholdy (1809–1847)
- Gilberto Mendes (1922)
- Manuel Mendes (1547–1606)
- Martin-Joseph Mengal (1784–1851)
- Karl Mengewein (1852–1908)
- Peter Mennin (1923–1983)
- Louis Mennini (1920–2000)
- Gian Carlo Menotti (1911–2007)
- Saverio Mercadante (1795–1870)
- Jean Mercure (1600–1660)
- Pierre Mercure (1927–1966)
- Nicolas-Jean Le Froid de Méreaux (1745–1797)
- Paul Mériel (1818–1897)
- Aarre Merikanto (1893–1958)
- Oskar Merikanto (1868–1924)
- Usko Meriläinen (1930–2004)
- Gustav Adolf Merkel (1827–1885)
- Auguste Mermet (1810–1889)
- Elias Mertel (1561–1626)
- Joseph Mertens (1834–1901)
- Eduard Mertke (1833–1895)
- Johann Kaspar Mertz (1806–1856)
- Rene Mertzig (1911–1986)
- Tarquinio Merula (1595–1665)
- Claudio Merulo (1533–1604)
- Rene Mesangeau (1567–1638)
- Henrique Alves de Mesquita (1836–1906)
- Andre Messager (1853–1929)
- Olivier Messiaen (1908–1992)
- Salvatore Messina (1876–1930)
- Joseph Messner (1893–1969)
- Eduard Mestenhauser (1838–1912)
- Josep Mestres-Quadreny (1929)
- Joanne Metcalf (1958)
- John Metcalf (1946)
- Albert Gottloeb Methfessel (1785–1869)
- Lucian Metianu (1937)
- Olivier Métra (1830–1889)
- Placidus Metsch (1700–1778)
- Arthur Meulemans (1884–1966)
- Douglas Mews (1918–1993)
- Ernst Hermann Meyer (1905–1988)
- Krzysztof Meyer (1943)
- Franz Joseph Leonti Meyer von Schauensee (1720–1789)
- Giacomo Meyerbeer (1791–1864)
- Erik Meyer-Helmud (1861–1932)
- Max Meyer-Olbersleben (1850–1927)
- Jan Meyerowitz (1913–1998)
- Michel Meynaud (1950)

## Mi
- Richard Mico (1590–1661)
- František Adam Míča (1746–1811)
- František Antonín Míča (1694–1744)
- Zdeněk Mička (1945)
- Wilhelm Middelschulte (1863–1943)
- Ernst Mielck (1877–1899)
- Hans Mielenz (1909–1996)
- Vincenzo Napoleone Mifsud (1806–1870)
- Francisco Mignone (1897–1986)
- Georges Migot (1891–1976)
- Leopoldo Miguez (1850–1902)
- František Michálek (skladatel) (1895–1951)
- Kálmán Mihalik (1896–1922)
- Marcel Mihalovici (1898–1985)
- Ödön Mihalovich (1842–1929)
- András Mihály (1917–1993)
- Solon Michaelides (1905–1979)
- František Michalička (1820–1895)
- Jan Michalička (1791–1867)
- Aleksander Michalowski (1851–1938)
- Hans Friedrich Micheelsen (1902–1973)
- Joseph Michel (1688–1736)
- Paul-Baudouin Michel (1930)
- Mechel Michelet (1894–1995)
- Benedetto Micheli (1700–1784)
- Orazio Michi (1595–1641)
- Joseph Wilibald Michl (1745–1816)
- Adam Václav Michna z Otradovic (1600–1676)
- Minoru Miki (1930)
- Franz Mikorey (1873–1947)
- Florian Stanislaw Miladowski (1819–1889)
- Luis de Milán (1500–1561)
- Francesco da Milano (1497–1543)
- Ellsworth Milburn (1938)
- Albert Mildenberg (1878–1918)
- Philip Napier Miles (1865–1935)
- Miroslav Miletič (1825)
- Robin Milford (1903–1959)
- Darius Milhaud (1892–1974)
- Jurij Sergejevič Miljutin (1903–1968)
- Francisco Millan (1500?–?)
- Rafael Millán (1893–1957)
- Harrison Millard (1829–1895)
- Giuseppe Millico (1737–1802)
- Harold Vincent Milligan (1888–1951)
- Karl Millöcker (1842–1899)
- John Milton (1563–1647)
- Ingmar Milveden (1920–2007)
- Satoshi Minami (1955)
- Adam Minchejmer (1830–1904)
- Ludwig Minkus (1826–1917)
- Ambrogio Minoja (1752–1825)
- Charles-Louis Mion (1698–1775)
- Arnulfo Miramontes (1882–1960)
- Ronaldo Miranda (1948)
- Franciszek Wincenty Mirecki (1791–1862)
- Francis Miroglio (1824–2005)
- Marcel Mirouze (1906–1957)
- Karel Miry (1823–1889)
- Edvard Mirzoian (1921)
- Luis Mison (1727–1776)
- Edmond Missa (1861–1910)
- Adolf Míšek (1875–1954)
- Dimitri Mitropoulos (1896–1960)
- Franz Mittler (1893–1970)
- Jiří Mittner (1980)
- Franz Mixa (1902–1994)
- Michio Miyagi (1894–1956)
- Akira Miyoshi (1936)

## Mj–Mo
- Nikolaj Jakovlevič Mjaskovskij (1881–1950)
- Emil Mlynarski (1870–1935)
- James Mobberley (1954)
- Damijan Močnik (1967)
- Antonín Modr (1898–1983)
- Eric Moe (1954)
- Ole-Henrik Moe (1966)
- Willy von Moellendorf (1872–1934)
- Ernest John Moeran (1894–1950)
- Michael Mosoeu Moerane (1904–1980)
- Albert Moeschinger (1897–1985)
- Richard Mohaupt (1904–1957)
- Miklós Mohay (1960)
- Friedrich Christian Mohrheim (1718–1780)
- Roderich Mojsisovics (1877–1953)
- Vojtěch Mojžíš (1949)
- Boris Mokrousov (1909–1968)
- Kirill Vladimirovič Molčanov (1922–1982)
- Kaly Moldobasanov (1929–1997)
- Mihai Moldovan (1937–1981)
- Moisés Moleiro (1904–1979)
- Antonio Molina (1894–1980)
- Simone Molinaro (1565–1615)
- Francesco Molino (1768–1847)
- Wilhelm Bernhard Molique (1802–1869)
- Eduard Mollenhauer (1827–1914)
- John Christopher Moller (1755–1803)
- Peter Moller (1947–1999)
- Henry Mollicone (1946)
- Louis de Mollier (1615–1685)
- Albert Szenczi Molnár (1574–1639)
- Johann Melchior Molter (1696–1765)
- Jerome-Joseph de Momigny (1762–1842)
- Federico Mompou (1893–1987)
- Clemente Monari (1660–1728)
- Jose Pablo Moncayo Garcia (1912–1958)
- Lionel Monckton (1861–1924)
- Jean-Joseph de Mondonville (1711–1772)
- Stanislaw Moniuszko (1819–1872)
- Meredith Monk (1942)
- Domenico Monleone (1875–1942)
- Georg Matthias Monn (1717–1750)
- Jean Monnet (1703–1785)
- Hippolyte Monpou (1804–1841)
- Anders Monrad (1981)
- Pierre-Alexandre Monsigny (1729–1817)
- Vilmos Montag (1908–1991)
- Jose-Manuel Montanes (1958)
- Philippe de Monte (1521–1603)
- Michel Pignolet de Monteclair (1667–1737)
- Italo Montemezzi (1875–1952)
- José Angel Montero (1839–1881)
- Alfonso Montes (1955)
- Claudio Monteverdi (1567–1643)
- Giulio Cesare Monteverdi (1573–1631)
- Gaetano Monti (1750–1816)
- Vittorio Monti (1868–1922)
- Xavier Montsalvatge (1912–2002)
- Carlo Monza (1735–1801)
- Carlo Anatonio Monza (16??–1736)
- Ivan Moody (1964)
- James Moody (1907–1995)
- Beata Moon (1969)
- William Beatton Moonie (1883–1961)
- Karel Moor (1873–1945)
- Emánuel Moór (1863–1931)
- Calman Moore (1936)
- Dorothy Moore (1940)
- Douglas Moore (1893–1969)
- Mary Carr Moore (1873–1957)
- Philip Moore (1943)
- Thomas Moore (1779–1852)
- Undine Smith Moore (1905–1989)
- John Moorehead (1760–1804)
- Pablo Moral (1765–1805)
- Cristobal de Morales (1500–1553)
- Melesio Morales (1838–1908)
- Robert Moran (1937)
- Sebastiano Moratelli (1640–1706)
- Oskar Moravec (1917–2007)
- Paul Moravec (1957)
- Eugeniusz Morawski-Dabrowa (1876–1948)
- Jean-Baptiste Moreau (1656–1733)
- Léon Moreau (1870–1946)
- António Leal Moreira (1758–1819)
- Auguste Francois Morel (1809–1881)
- Francois Morel (1926)
- Jorge Morel (1931)
- Marcelo Morel (1928–1983)
- Francisco Javier Moreno (1748–1836)
- Federico Moreno Torroba (1891–1982)
- Enric Morera i Viura (1865–1942)
- Niccolo Moretti (1763–1821)
- Robert Orlando Morgan (1865–1956)
- Peter Morhard (?–1685)
- Frank Mori (1820–1873)
- Eduard Morike (1804–1875)
- Moritz (Hessen-Kassel) (1572–1632)
- Vladimir Ivanovič Morkov (1801–1864)
- Francesco Morlacchi (1784–1841)
- Guillaume de Morlaye (1510–1560)
- Thomas Morley (1557–1603)
- Julius Morman (1877–1942)
- Makoto Moroi (1930)
- Saburo Moroi (1903–1977)
- Jerome Moross (1913–1983)
- Ennio Morricone (1928)
- Robert Morris (1943)
- Theodore Morrison (1938)
- Virgilio Mortari (1902–1993)
- Antonio Mortaro (1587–1610)
- Michele Mortellari (1750–1807)
- Lodewijk Mortelmans (1868–1952)
- Finn Mortensen (1922–1983)
- Otto Mortensen (1907–1986)
- Jan W. Morthenson (1940)
- Robert Morton (1430–1479)
- Ján Móry (1892–1978)
- Giuseppe Mosca (1772–1839)
- Luigi Mosca (1775–1824)
- Ignaz Franz von Mosel (1772–1844)
- Rudolf Moser (1892–1960)
- Viktor Roman Moser (1864–1939)
- Ignaz Moscheles (1794–1870)
- Joseph Napoléon Ney Moskowa (1803–1857)
- Alexandr Vasiljevič Mosolov (1900–1973)
- Mihály Mosonyi (1814–1870)
- Lawrence Moss (1927)
- Jon Mostad (1942)
- Moritz Moszkowski (1854–1925)
- Felix Mottl (1856–1911)
- Étienne Moulinie (1599–1676)
- Pierre Moulu (1484–1550)
- Ann Mounsey (1811–1891)
- Richard Mount-Edgcumbe (1764–1839)
- Jules Mouquet (1867–1949)
- Jean-Joseph Mouret (1682–1738)
- Charles Mouton (1617–1699)
- Jean Mouton (1459–1522)
- Alexandros Mouzas (1962)
- Louis Moyse (1912–2007)
- Alexander Moyzes (1906–1984)
- Mikuláš Moyzes (1872–1944)
- Franz Xaver Wolfgang Mozart (1791–1844)
- Leopold Mozart (1719–1787)
- Wolfgang Amadeus Mozart (1756–1791)

## Mr–My
- Joseph Gustav Mraczek (1878–1944)
- Hugo Klement Mrázek (1889–1916)
- Luboš Mrkvička (1978)
- Shalva Mshvelidze (1904–1984)
- Robert Muczynski (1929–2010)
- Alonso Mudarra (1510–1580)
- Gerhart Muench (1907–1988)
- Georg Muffat (1653–1704)
- Gottlieb Muffat (1690–1770)
- Bruno Mugellini (1871–1912)
- Leopoldo Mugnone (1858–1941)
- Erica Muhl (1961)
- Veli Muchatov (1916–2005)
- Jan Mul (1911–1971)
- Ernest Willem Mulder (1898–1959)
- Dominic Muldowney (1952)
- Henri Mulet (1878–1967)
- Giuseppe Mullé (1885–1951)
- Adolf Müller (1801–1886)
- Adolf Müller (1839–1901)
- August Eberhard Müller (1767–1817)
- Emil Václav Müller (1887–1974)
- Joachim Gottfried Müller (1914–1993)
- Johann Michael Müller (1683–1743)
- Peter Müller (1791–1877)
- Sigfrid Walther Müller (1905–1946)
- Thomas Müller (1939)
- Wenzel Müller (1759–1835)
- Walter Müller von Kulm (1899–1967)
- Johanna Müller-Hermann (1878–1941)
- Theodor Müller-Reuter (1858–1919)
- Detlev Müller-Siemens (1957)
- Jan Müller-Wieland (1966)
- Jeffrey Mumford (1955)
- Isabel Mundry (1963)
- John Mundy (1555–1630)
- William Mundy (1529–1591)
- Carlo Munier (1859–1911)
- George Munro (1680–1731)
- Vano Iljič Muradeli (1908–1970)
- Tristan Murail (1947)
- Benjamin de Murashkin (1981)
- Santiago de Murcia (1685–1732)
- Oacob Muresianu (1857–1917)
- Raina Murnak (1979)
- Kelly-Marie Murphy (1964)
- Bain Murray (1926–1993)
- James Ramsey Murray (1841–1905)
- Herbert Murrill (1909–1952)
- Franz Xaver Murschhauser (1663–1738)
- Thea Musgrave (1928)
- František Musil (1852 – 1908)
- Ovide Musin (1854–1929)
- Modest Petrovič Musorgskij (1839–1881)
- Giulio Mussi da Lodi (15??–1620)
- Olli Mustonen (1967)
- Johann Gottfried Muthel (1728–1788)
- Emanuele Muzio (1821–1890)
- Stanley Myers (1930–1993)
- Josef Mysliveček (1737–1781)